# Kościół Świętego Krzyża w Mysłowicach
Kościół Świętego Krzyża w Mysłowicach – rzymskokatolicki kościół parafialny, w Mysłowicach, w województwie śląskim. Należy do dekanatu Mysłowice archidiecezji katowickiej.

## Historia

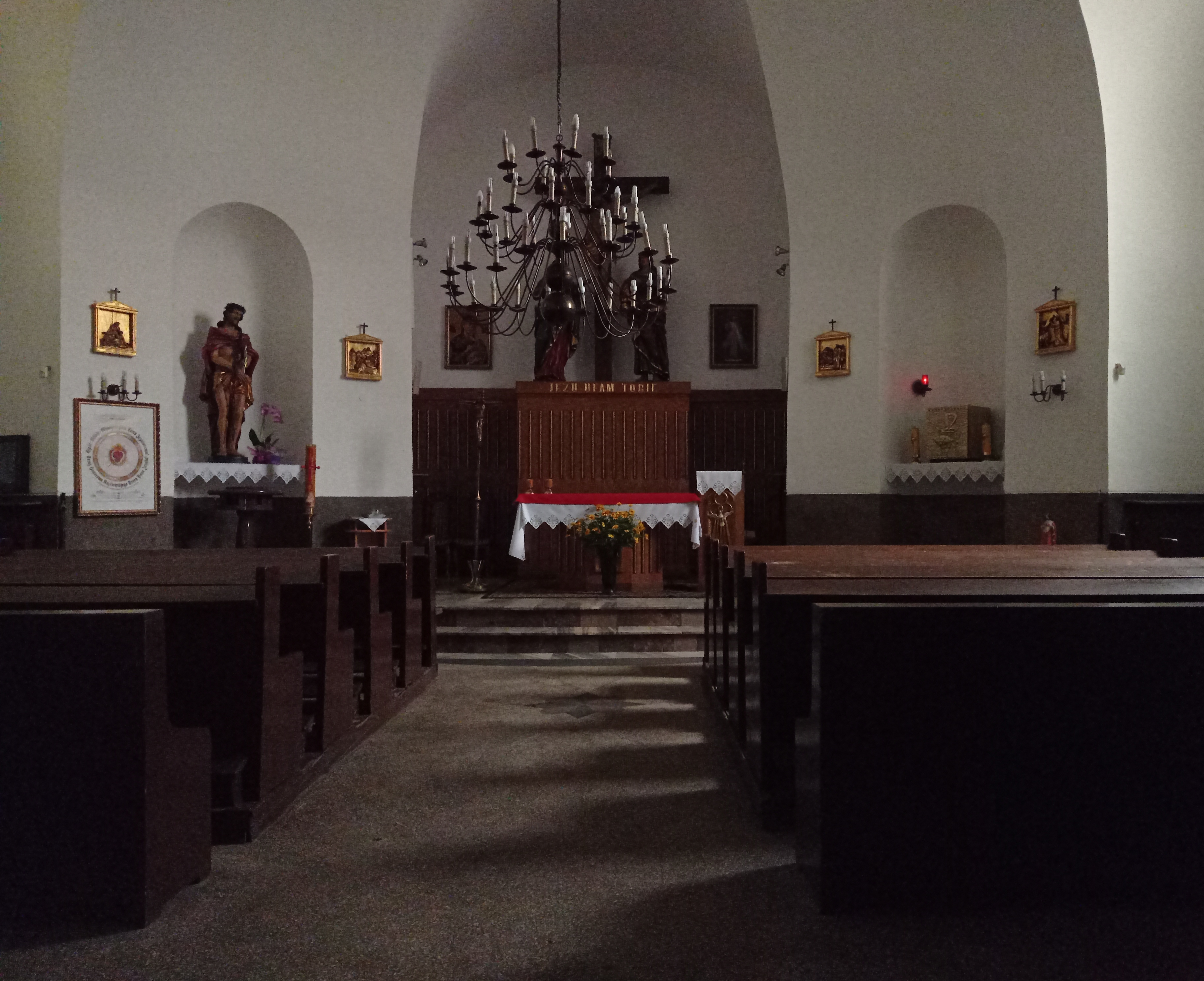
Wnętrze (2021)

Jest to drugi pod względem wieku obiekt sakralny w mieście, według tradycji najstarszy. Ta niewielka świątynia, posiadająca prostą i surową architekturę, wybudowana została na planie ośmiokąta i pokryta jest kopułą, w formie rozszerzającego się ku dołowi dzwonu. Pierwsza urzędowa informacja pochodzi z 1640 (według innych źródeł z 1598) w protokole pierwszej zachowanej w wersji oryginalnej wizytacji dekanatów bytomskiego i pszczyńskiego odbytej przez archidiakona krakowskiego Krzysztofa Kazimierskiego. Około 1720 drewniana świątynia została zniszczona. Budowla została odbudowana z drewna dopiero w 1740 roku, gdy przejęła czasowo funkcje kościoła Narodzenia Najświętszej Maryi Panny, który był gruntownie przebudowywany. Wokół obu świątyń mieściły się cmentarze. Świątynia spłonęła w dniu 13 kwietnia 1807 roku podczas wojen napoleońskich. Odbudowana została z kamienia wapiennego około 1810 roku. Od połowy XIX stulecia zaczęto bardziej interesować się świątynią, odprawiane były w niej msze co niedziele, a później także msze w języku niemieckim dla mniejszości niemieckiej. W 1906 roku dach gontowy został zastąpiony łupkowym.

## Architektura
Pierwotnie świątynia drewniana. Obecny kościół kamienny, barokowo-klasycystyczny, wzorowany na kościele Świętego Ducha w Bytomiu. Prosty i surowy w formie, na planie ośmioboku, dach w formie dzwonowatej kopuły z sygnaturką.